# Marklohe
Marklohe egy község Németországban, a Weser-Nienburgi járásban. Lakosainak száma 4771 fő (2023. december 31.).

## Földrajza
Marklohe Nienburg és Binnen községekkel határos.

## Népessége
| Lakosok száma | 4451 | 4527 | 4577 | 4653 | 4731 | 4771 |
|               | 2016 | 2017 | 2019 | 2021 | 2022 | 2023 |